# I Sing For... You
 (mars 2025).
Albums de Charles Aznavour
A Tapestry of Dreams
(1974) We Were Happy Then
(1978)
I Sing For... You est le 9e album studio de Charles Aznavour en anglais. Il sort en 1975.
Cet album présente des réenregistrements des titres suivants : Take Me Away (2e version), Happy Anniversary (2e version), How Sad Venice Can Be (3e version de Que c'est triste Venise) et Between Us (2e version). 

## Liste des chansons
| 1. | You                                               | Herbert Kretzmer / Charles Aznavour                            | 02:28 |
| 2. | Take me away (2e version) (Si tu m'emportes)      | Charles Aznavour, Adapt. Al Kasha / Joel Hirschhorn            | 03:10 |
| 3. | They fell (Ils sont tombés)                       | Charles Aznavour / Georges Garvarentz, Adapt. Herbert Kretzmer | 04:10 |
| 4. | The sound of your name (Ton nom)                  | Charles Aznavour, Adapt. Herbert Kretzmer                      | 02:38 |
| 5. | Happy anniversary (2e version) (Bon anniversaire) | Charles Aznavour, Adapt. Herbert Kretzmer                      | 05:50 |

| 6.  | Ciao always ciao (Ciao mon cœur)                             | Charles Aznavour / Georges Garvarentz, Adapt. Carl Sigman | 03:11 |
| 7.  | Slowly                                                       | Charles Level / Charles Aznavour, Adapt. Herbert Kretzmer | 04:00 |
| 8.  | How sad Venice can be (3e version) (Que c'est triste Venise) | Françoise Dorin / Charles Aznavour, Adapt. Gene Lees      | 03:03 |
| 9.  | Remember (À ma femme)                                        | Charles Aznavour, Adapt. Herbert Kretzmer                 | 05:06 |
| 10. | Women of today (Les filles d'aujourd'hui)                    | Charles Aznavour, Adapt. Herbert Kretzmer                 | 03:06 |
| 11. | Between us (2e version) (Entre nous)                         | Charles Aznavour, Adapt. Buddy Kay                        | 03:23 |